# 미코 휴스
미코 휴스(Miko Hughes, 1986년 2월 22일 ~ )는 미국의 배우이다.

## 출연 작품
- 디 언톨드 스토리 (2019)
- 좀비들의 도시 베가스 (2011)
- 트로픽 썬더 (2008)
- 타임머신:클락스토퍼 (2002)
- 로스웰 시즌1 (1999)
- 죽음의 실레니움 (1999)
- 위트와 슬라이 (1999)
- 머큐리 (1998)
- 제우스와 록산느 (1997)
- 스폰 (1997)
- 눈물의 흔적 (1995)
- 아폴로 13 (1995)
- 내츄럴 셀렉션 (1994)
- 첩보원 가족 로버슨 (1994)
- 나이트메어 7 - 뉴 나이트메어 (1994)
- 빅 보이스 돈 크라이 (1993)
- 잭 더 베어 (1993)
- 시지프스의 비밀 (1992)
- 공포의 묘지 (1989)
- 풀 하우스 (1987)